# کریستینا (فیلم)
کریستینا (انگلیسی: Cristina) فیلمی در ژانر کمدی-درام است که در سال ۱۹۴۶ منتشر شد.